# ラ・パルマ島
ラ・パルマ島（ラ・パルマとう、La Palma）は北大西洋上の島。スペイン領カナリア諸島を構成する島の一つ。諸島の西北端に位置する。面積は706km2。行政上はサンタ・クルス・デ・テネリフェ県に属している。人口は約8万5000人、行政所在地はサンタ・クルス・デ・ラ・パルマ。

## 地理
長さ47kmのくさび形をした火山島で、2つの大きな火山がある。そのうち北側にある標高2,426ｍのロケ・デ・ロス・ムチャチョス山は、急な火口壁を持つタブリエンテ・カルデラによって切り取られ、南西側に大崩壊した跡がある。南側にある標高1,949mのクンブレ・ビエハ火山はカナリア諸島で最も活発な火山の一つである。細長く南北に伸びた火山体は12万5000年前頃から活動を始めた。過去7000年間の火山活動は、古い火口丘からクンブレ・ビエハの活動軸に沿った割れ目噴火の形態をとり、溶岩流が海に急激に流れ落ちている。ラ・パルマにおいての歴史的な爆発は15世紀から記録され、穏やかな噴火と溶岩流が人口が多い地区に被害を及ぼした。島の南端は1677年〜1678年の噴火で生じた広い溶岩流地帯である。1585年、1646年、1712年、1949年、1971年の火山活動でも溶岩流が海に達している。
2021年9月19日にエル・パライソ集落の東側山腹の複数地点から噴火が開始した。噴火は50年ぶりで、約5000人が避難し、ペドロ・サンチェス首相が訪米を中止して現地入りした。同年12月25日に終息宣言が出されるまでに溶岩流は家屋1300棟以上を破壊し、バナナ園やブドウ畑など約1250ヘクタールの土地を覆った。
クンブレビエハ火山が将来、噴火により山体崩壊を起こした場合、巨大津波がアメリカ合衆国東海岸など大西洋岸各地を襲うと警戒されている。

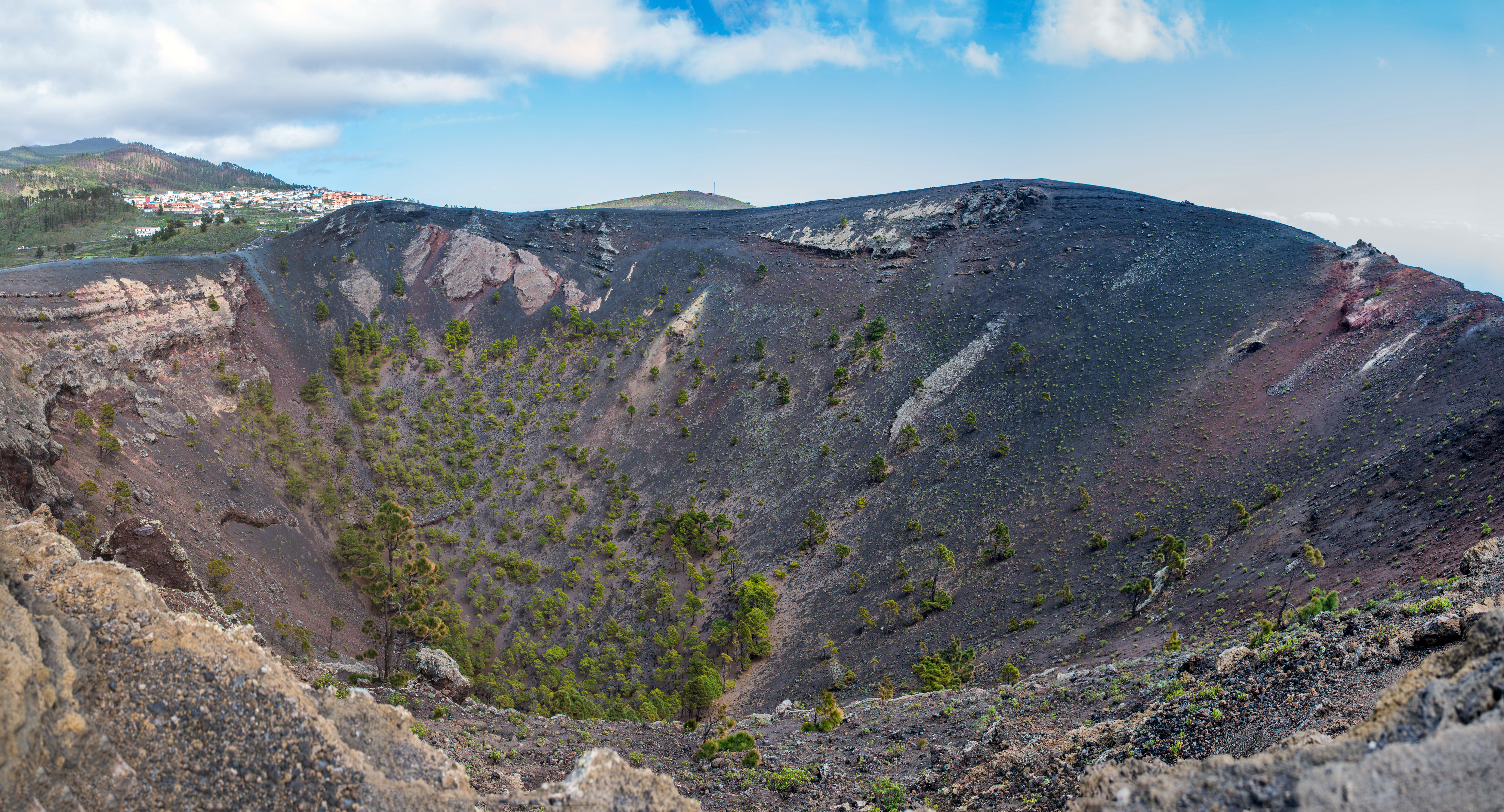
1677年噴火でできたサンアントニオ火口

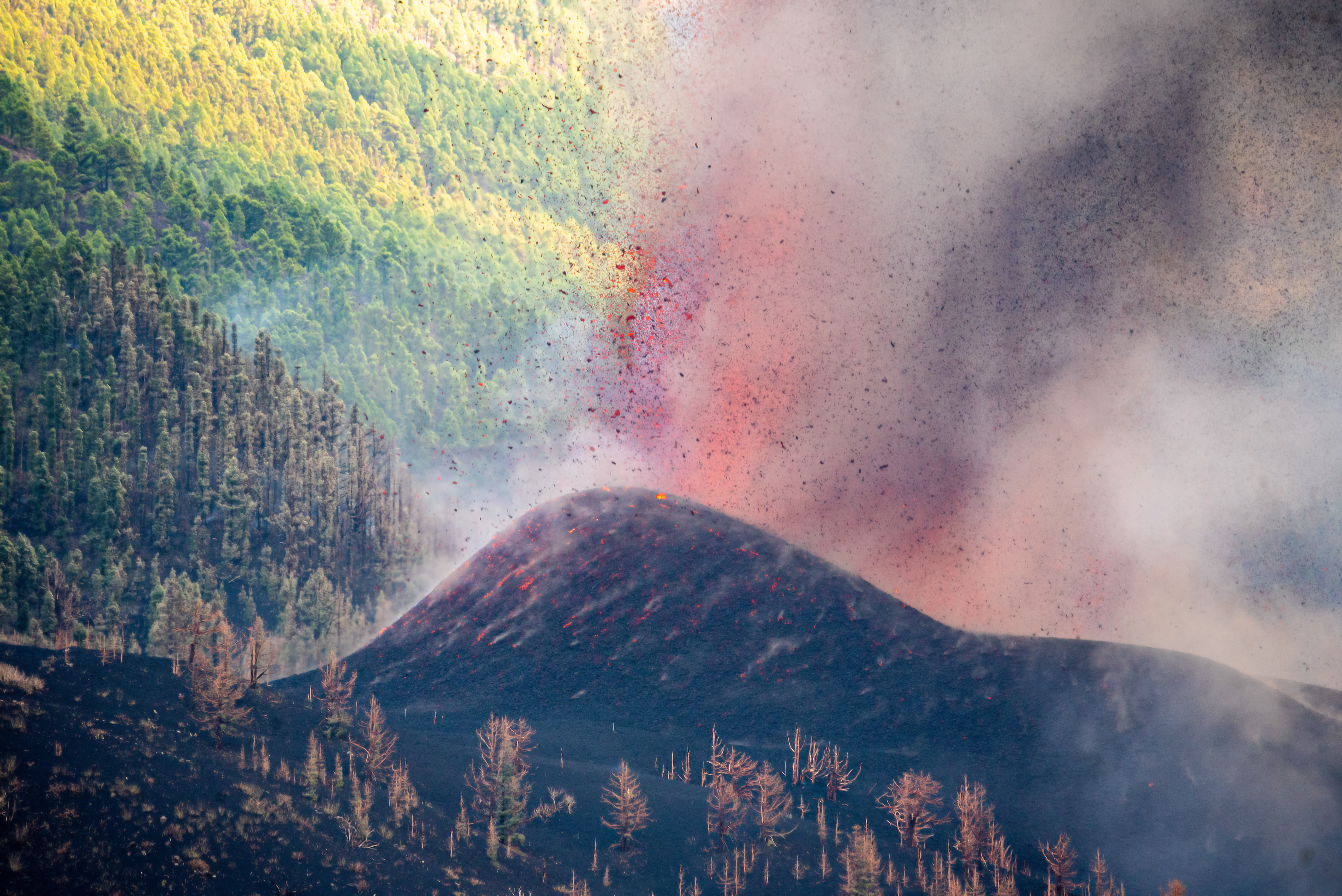
ケンブレビエハ火山噴火 (2021年9月)

## 歴史
2016年8月4日、山火事が発生し、自然保護官が死亡。付近の住民約700人が避難。同日夜さらに約1800人が避難した。
2023年7月15日朝、山火事が発生。住民4000人以上が避難した。4650ヘクタール以上焼け、20戸が消失した。

## 生態系
ラ・パルマ島を含むカナリア諸島は近辺のアゾレス諸島およびマデイラ諸島と共にマカロネシアの生物地理学地域に属する。沿岸部にはトウダイグサ属の植物が生え、内陸部に進むと貿易風による湿潤空気の影響で発達するゲッケイジュ、エイジュ、ミリカ・ファヤの照葉樹林がある。さらに標高が高まるとカナリアマツの樹林、そして高山部にマメ科のAdenocarpus viscosusと低木林がある。森林の中には多数の固有種の昆虫類やカナリーバト、ゲッケイジュバトなどの鳥類が生息している。
1983年に一部はユネスコの生物圏保護区に指定され、2002年に「ロス・ティロス生物圏保護区」から「ラ・パルマ生物圏保護区」に拡張・改称された。

## 天文台
1979年に作られたロケ・デ・ロス・ムチャーチョス天文台が有名。小惑星(2912) Lapalmaはラ・パルマ島にちなんで命名された。